# Calixte Dakpogan
Calixte Dakpogan, (nacido en 1958) es un escultor de Benín conocido por sus instalaciones. Nativo de la localidad de Pahou, desde la infancia ha vivido y trabaja en Porto Novo. 

## Obras
Gran parte de su obra está inspirada en la estética y el ritual del Vudú.
Una de las instalaciones de Dakpogan está en la colección de Jean Pigozzi.
Sus obras están realizadas mediante el ensamblaje de objetos de desecho reciclados. A partir de estos objetos reproduce rostros y máscaras.